# Albino Baldan
Albino Baldan (Venezia, 4 febbraio 1925 – Cavallino-Treporti, 25 febbraio 1991) è stato un canottiere italiano.

## Biografia
Nato nel 1925 sull'isola di Burano (Venezia), a 27 anni partecipò ai Giochi olimpici di Helsinki 1952, nell'otto, dove con la squadra italiana, composta da atleti del Canottieri Bucintoro di Venezia, insieme ad Attorese, Bozzato, Dalla Puppa, Enzo, Ghiatto, Nardin, Nuvoli e Smerghetto, arrivò 3º in batteria con il tempo di 6'17"0, non riuscendo ad accedere alla finale neanche grazie al 2º posto nel recupero in 6'15"8.
Morì nel 1991, a 66 anni.